# Bourg-la-Reine
Bourg-la-Reine ist eine französische Stadt bei Paris mit 21.140 Einwohnern (Stand 1. Januar 2022) im Département Hauts-de-Seine der Region Île-de-France.

## Toponymie
Im Zuge der Französischen Revolution wurde die Stadt 1793 in Bourg de l’Égalité (Marktflecken der Gleichheit) und dann 1801 verkürzt in Bourg Égalité umbenannt. 1812 kehrte man zum ursprünglichen Namen zurück.

## Geographie
Bourg-la-Reine liegt ungefähr zehn Kilometer südlich des Zentrums von Paris am linken Ufer der Bièvre. Nachbargemeinden sind im Nordwesten Bagneux, im Nordosten Cachan, im Osten L’Haÿ-les-Roses, im Süden Antony sowie Sceaux im Südwesten.

## Wirtschaft
Das Unternehmen Cire Trudon, gegründet 1643 als Maison de Cire Trudon, die älteste Wachs-Manufaktur der Welt wirkt hier seit 1971.

## Partnerstädte
Städtepartnerschaften bestehen zu
- Kenilworth in der Grafschaft Warwickshire (Großbritannien)
- Monheim am Rhein in Nordrhein-Westfalen (Deutschland)

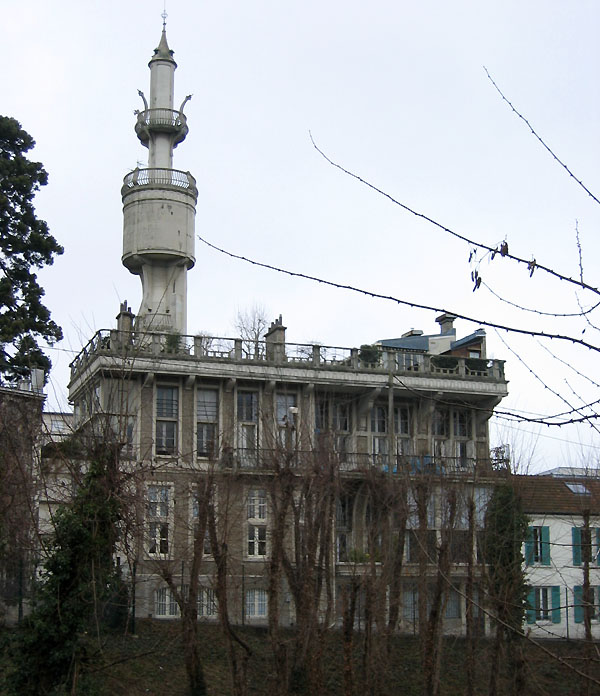
Villa Hennebique (1901–1903)

- Reghin in Siebenbürgen (Rumänien)
- Sulejówek in Polen
- Yanqing in China

## Verkehr
Durch die Stadt verläuft von Süd nach Nord die Route départementale RD 920, die dem Verlauf der Römerstraße via aureliensis durch Gallien bis nach Köln folgt.
Durch den Bahnhof Bourg-la-Reine der RER B ist die Stadt mit dem S-Bahn-Netz im Großraum Paris verbunden. Ferner ist die Stadt über 17 Buslinien an Paris und die umliegenden Gemeinden angeschlossen.

## Söhne und Töchter der Stadt
- Évariste Galois (1811–1832), Mathematiker
- Alexis Chassang (1827–1888), Gräzist
- Henri Couillaud (1878–1955), Posaunist und Musikpädagoge
- Philippe Laudenbach (1936–2024), Schauspieler
- Élisabeth Grousselle (* 1973), Mittelstreckenläuferin
- Alexandra Carpentier (* 1987), Mathematikerin
- Jimmy Turgis (* 1991), Radrennfahrer
- Wilfried Happio (* 1998), Hürdenläufer
- Melvin Raffin (* 1998), Dreispringer
- Lucas Michal (* 2005), Fußballspieler

Verstorben sind hier unter anderen der Schriftsteller Léon Bloy, der Philosoph und Mathematiker Marie Jean Antoine Nicolas Caritat, Marquis de Condorcet, der Ornithologe Henri Auguste Ménégaux, der Chirurg Philippe-Jean Pelletan und der Ethnologe Arnold van Gennep.
Die Psychoanalytikerin Françoise Dolto is hier begraben, ebenso wie ihr Sohn, der Sänger Carlos.

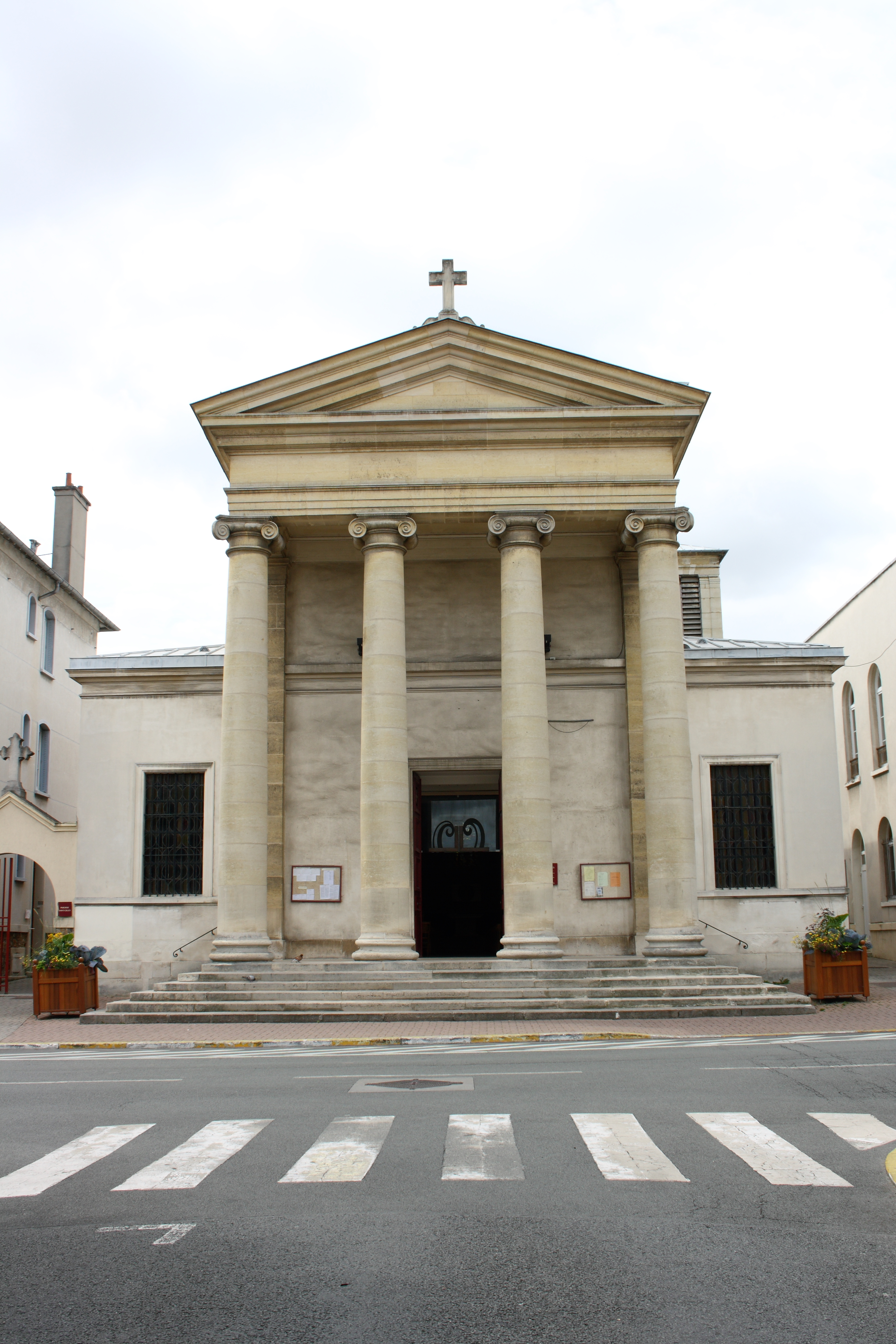
Kirche St-Gilles
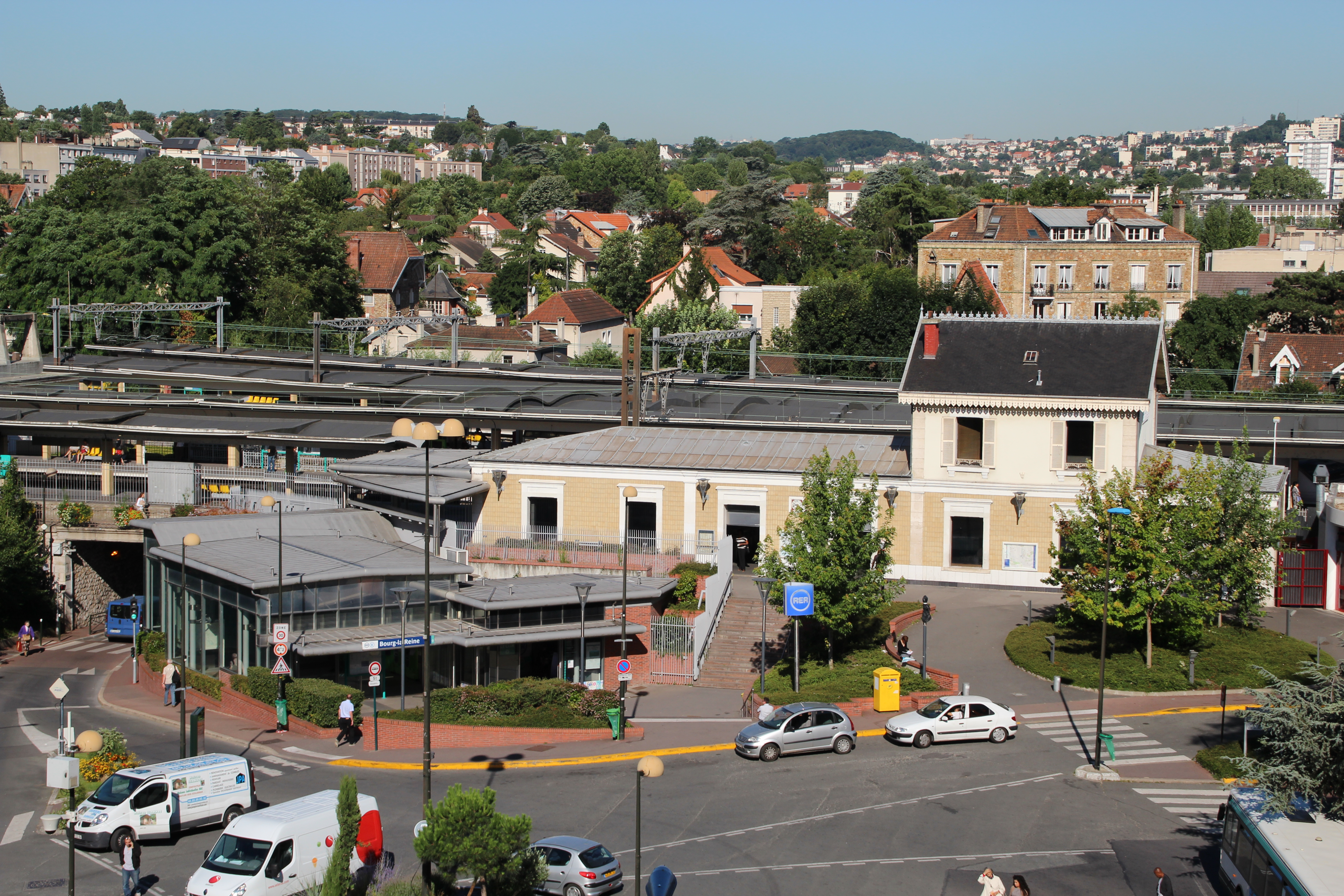
RER Bourg-la-Reine
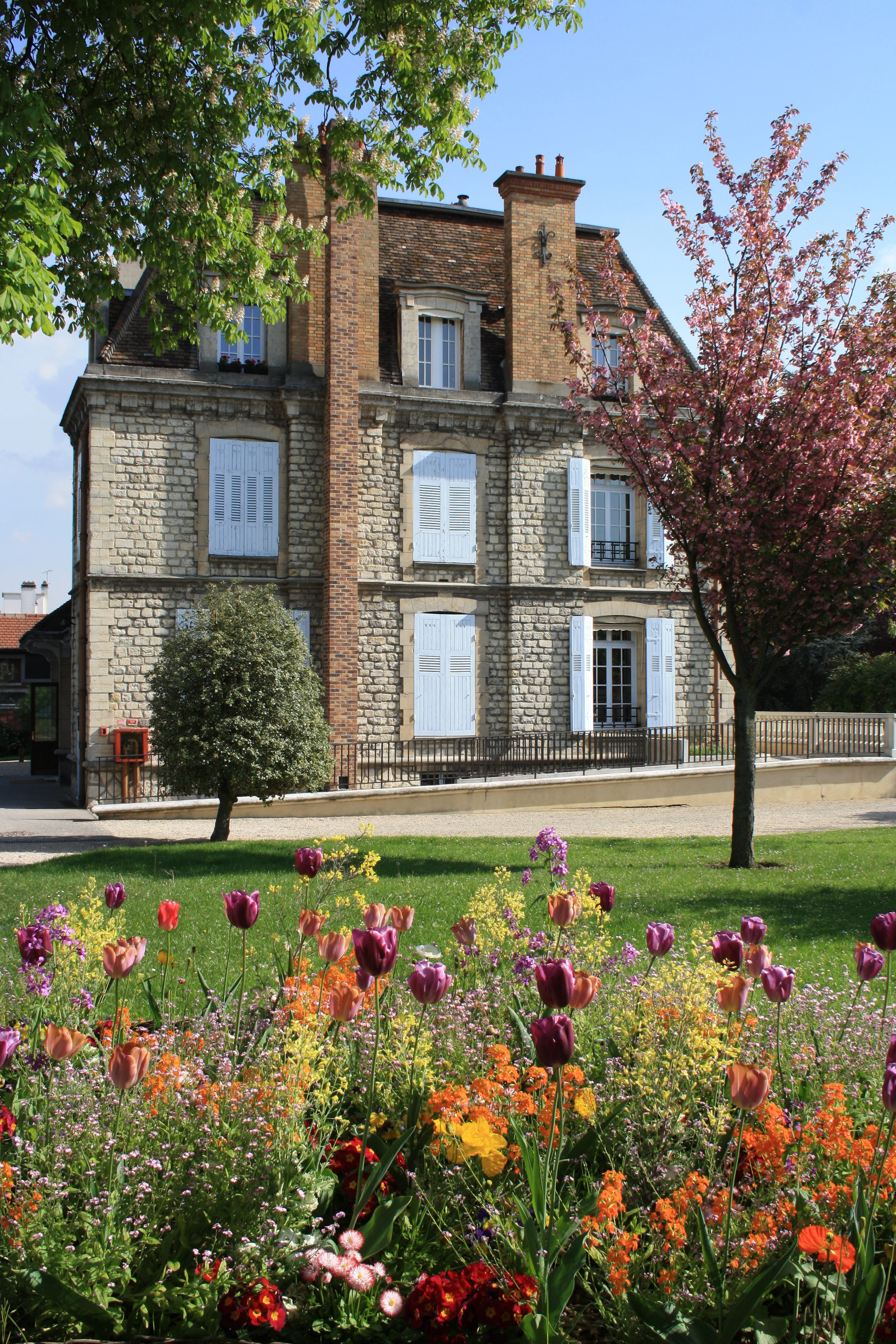
Villa Saint Cyr